# NGC 4555
NGC 4555 (други обозначения – IC 3545, UGC 7762, MCG 5-30-26, ZWG 159.21, PGC 41975) е елиптична галактика (E) в съзвездието Косите на Вероника.
Обектът присъства в оригиналната редакция на „Нов общ каталог“.
Една от няколкото елиптични галактики, в които е доказано наличие на значително количество тъмна материя, която се оценява на около десет пъти повече от видимата маса.